# Gianluca Maria
Gianluca Maria est un footballeur de Curaçao né le 26 juin 1992 à Venray aux Pays-Bas. Il évolue au poste d'ailier droit avec le Hapoël Ashkelon en Ligat Toto d'Israël.

## Palmarès
vierge